# Glyptothorax quadriocellatus
Glyptothorax quadriocellatus és una espècie de peix de la família dels sisòrids i de l'ordre dels siluriformes. Poden assolir fins a 11,5 cm de llargària total. Es troba al Vietnam i la Xina.